# Nerkin Sasunashen
Nerkin Sasunashen (in armeno Ներքին Սասունաշեն?, anche chiamato Nerk'in Sasunashen, Nerqin Sasunashen e Nerkin Sasnashen; precedentemente Nizhniy Karakoymaz, Nerkin Karakoymaz, Karakoymaz e Gharagonmaz) è un comune dell'Armenia di 999 abitanti (2001) della provincia di Aragatsotn.